# Риос, Антонио
Антонио Риос Мартинес (исп. Antonio Ríos Martínez; род. 24 октября 1988, Арселия, Мексика) — мексиканский футболист, полузащитник. Обладатель Золотого кубка КОНКАКАФ в составе сборной Мексики.

## Клубная карьера
Риос — воспитанник клуба «Толука». 18 января 2009 года в матче против «Атланте» он дебютировал в мексиканской Примере. 4 апреля 2010 года в поединке против «Эстудиантес Текос» Риос забил свой первый гол за «Толуку». В том же году он стал чемпионом Мексики.

## Международная карьера
8 сентября 2010 году в товарищеском матче против сборной Колумбии Риос дебютировал за сборную Мексики.
В 2015 году Риос стал обладателем Золотого кубка КОНКАКАФ. На турнире он сыграл в матче против сборной Кубы.

## Достижения
«Толука»
- Чемпионат Мексики по футболу — Бисентенарио 2010

Мексика
- Золотой кубок КОНКАКАФ — 2015